# Amy Åberg
Amy Åberg var en svensk konsertsångerska.
Hon var en av de fyra medlemmarna av »Den svenska damkvartetten», som bestod av Hilda Wideberg, Amy Åberg, Maria Pettersson och Wilhelmina Söderlund. Denna kvartett framträdde på offentliga konserter och turnerade runt Europa, där de på sin tid var välkända. 